# 台南清真寺
台南清真寺位於臺灣臺南市東區中華東路三段77巷34弄12號，始建於1983年，在國內外教胞與高雄清真寺董事會協助下，於1996年完工，為台灣南部第二座清真寺。建築由顏明光設計，共四層樓高，包含店鋪、會議室、男女水房、大殿、辦公室等設施。今為台南伊斯蘭信仰中心，於每周五主麻日舉行禮拜。

## 沿革

### 台南市穆民聯誼會時期
1980年，白鶴雲、蘇鳳林台南本地教胞有感於往返高雄清真寺之不便，籌組台南市穆民聯誼會，以聯繫教胞情誼，並商請高雄清真寺馬扶安阿訇帶領禮拜，另有馬明道教授等講授教義與捐贈經費，使聯誼會穩定擴大。
此時台南教胞之禮拜場所，最初位於蘇鳳林服務之海外技術合作委員會台南農技合作中心大樓，後因故轉於教胞家中行家庭式禮拜。以張毅之、蘇子玉等教胞為首，聯誼會活動在缺少阿訇的情形下持續多年，但教胞仍殷切期望一座屬於台南當地清真寺的建立。

### 建寺初期
1983年，由旅居國外教胞王美煥向中國回教協會捐贈，位於工業區內之台南竹篙厝三十四坪土地，經宗才元與楊達鑫等教胞積極協助，歸於高雄清真寺董事會白玉琪會長等人專案管理，募款籌建。經申請設立工廠後，延請顏明光設計，於1993年獲得轉為清真寺之建照，並於1996年11月3日落成啟用。
台南清真寺首任教長為約旦籍的顏明光，在任期間為全職教長，多能照顧外籍教胞，尤其致力於關心印尼移工的生活。2004年，顏明光教長因故離開台南清真寺，由高雄清真寺沙葆琚接任阿訇，由於難以兼顧二地教務，故台南清真寺改為只在週五主麻日開放，提供台南教胞最基本禮拜需求。期間高雄清真寺也陸續派遣馬超興、馬永堅等副教長擔任台南清真寺阿訇，短暫每天開放清真寺。後因台南清真寺教胞人數不多，外籍教胞也因語言溝通問題而日漸減少參與寺務。

### 高雄清真寺下轄時期
2007年，受限於規模與能力等問題，正式設立財團法人中華民國高雄清真寺董事會轄台南清真寺管理委員會，經高雄清真寺同意，由巴建國擔任主委，張志豪擔任阿訇。近年因張志豪阿訇正職工作故，持續維持每周五主麻日開放之模式。

## 國內外活動

### 台南市回教公墓案爭取
台灣的回教公墓埋葬問題已存在已久，是各地穆斯林、清真寺和地方政府共同解決與面對之重點問題，故於2003年經由台南市議會審議，通過「台南市回教公墓興建案、工程費九百九十八萬元，以安南區青砂街二段914號的「青草崙第一示範公墓」作為「台南市回教公墓」使用。規劃的三百多個穴位，2006年起己開放使用。

### 協助外籍移工
許多印尼籍穆斯林在台南參與工程營建，因此顏阿訇也致力於協助印尼移工的在台生活，也讓台灣人更正確地了解穆斯林的生活習慣，甚至發動台南本地教胞捐贈舊衣到台南清真寺，再透過海運寄至印尼，一年之間，就郵寄了十幾次，總重量達一千公斤的衣服。而該寺持續與台南社會局、警察單位保持聯繋，以協助處理外籍移工在台遇到的勞資待遇問題。

### 其他活動
目前該寺已接待過南華大學與長榮大學關注宗教議題的教授及研究者；台南二中亦在主辦的「宗教學習營」活動中，邀請巴主委演講，以傳達正確的回教知識，消除學生過去對於伊斯蘭教可能產生的刻板印象。巴建國表示，希望未來能藉由多元背景的穆斯林參與，讓清真寺能每日開放，累積台南清真寺的社會教育與宣教資源。